# 日米核持ち込み問題
日米核持ち込み問題（にちべいかくもちこみもんだい）とは、日本への核兵器の持ち込みに関する問題。

## 国是としての非核三原則
1957年（昭和32年）に岸信介内閣総理大臣が「私はこの原子部隊を日本に進駐せしめるというような申し出がありました場合においても、政府としてこれに承諾を与える意思はもっておりません」と国会で答弁し、核兵器を装備した部隊の日本駐留を拒否する答弁を行った。
核の持ち込みについて、日本政府は以下のような表明を行っていた。
- 岸・ハーター交換公文において、日本への核の持込には事前協議が必要とされている。
- 今まで事前協議が行われたことは一度もないので、核が持ち込まれたことも無い。
- 事前協議があれば核持ち込みを拒否する。

この見解は、1960年に旧安保条約から新安保条約へと改訂した際に、横路節雄の質問に対して岸内閣の防衛庁長官であった赤城宗徳が行った答弁から一貫して続いていた。
しかし、安保条約締結に向けた日本政府内部文書には、核持込みの事前協議の対象として「沖縄を含まない」ことに加え、当時すでに核兵器が配備されていた「沖縄の米軍基地には我方は干与しない」ことが記されている。このことから日本政府は日本本土への配備に歯止めをかけつつも、米国統治下の沖縄への核配備は黙認することで、沖縄の核に依存する仕組みが完成したと言われている。
1967年（昭和42年）に佐藤栄作内閣総理大臣が「核兵器を持たず、作らず、持ち込ませず」という非核三原則を打ち出し、1971年（昭和46年）に衆議院において非核三原則を遵守する旨の国会決議（非核兵器ならびに沖縄米軍基地縮小に関する決議）が行われた。「日本に他国から核兵器を持ち込まさせない」ということで1974年（昭和49年）に提唱者の佐藤がノーベル平和賞を受賞した。その裏でニクソン大統領と核兵器再持ち込みの密約を結んでいた。
それ以降の歴代内閣は三原則の厳守を表明しており、非自民首相であった細川護熙、羽田孜、村山富市も遵守を表明していた。
アメリカによる核の持ち込みの可能性について日本政府は「事前協議がないのだから、核もないはず」としていたが、「核を持ち込ませず」が実際に守られていたかどうかは疑わしい点が多い（事前協議を行えば拒否されるのは明白だからそれさえもしない可能性がある）。
なお、1991年（平成3年）の冷戦終結に伴い、時の大統領ジョージ・H・W・ブッシュが地上配備の戦術核兵器と海上配備の戦術核ミサイルの撤去を宣言しており、ブッシュ大統領の宣言により平時において核搭載艦船が寄港するなどの形で日本への核持ち込みは無くなったとする日本政府の見解が存在する。

## 米国の対応
なおアメリカは、自国艦船の核兵器の搭載について「肯定も否定もしない」という原則を有していたが、1991年（平成3年）の冷戦終結に伴い、当時のジョージ・H・W・ブッシュ大統領が地上配備の戦術核兵器と海上配備の戦術核兵器の撤去を宣言したことで、平時において核搭載艦船が寄港するなどの形で日本への核持ち込みは無くなったとされる。

### ライシャワー発言
1981年（昭和56年）、元駐日大使エドウィン・O・ライシャワーが、古森義久（当時毎日新聞記者）に対して「日米間の了解の下で、アメリカ海軍の艦船が核兵器を積んだまま日本の基地に寄港していた」と発言したことを受け、「非核三原則」違反を大使まで務めた外交官が認めたとして日本国内で騒動になった。「国防情報センター」（Center for Defense Information）のジーン・ロバート・ラロック所長（元海軍少将）による「核兵器搭載艦船は日本寄港の際にわざわざ兵器を降ろしたりしない」の「ラロック証言」と並び有名な「ライシャワー発言」である。
1999年（平成11年）にはアメリカの外交文書の中に「1963年（昭和38年）にライシャワーが当時の大平正芳外務大臣との間で、日本国内の基地への核兵器の持ち込みを了承した」という内容の国務省と大使館の間で取り交わされた通信記録が発見され、この発言を裏付けることになった。

## 事例

### オリスカニー航空母艦（1953年）
また、2008年（平成20年）11月9日放映の『NHKスペシャル』「こうして“核”は持ち込まれた～空母オリスカニの秘密～」において、朝鮮戦争時の1953年（昭和28年）にアメリカ海軍の航空母艦「オリスカニー」が核兵器を搭載したまま日本の横須賀港に寄港していたことが明らかになった。

### ベトナム戦争時における岩国基地での保管
さらにライシャワー元駐日大使の特別補佐官を務めたジョージ・パッカード米日財団理事長は、アメリカ軍がベトナム戦争中の1966年（昭和41年）に、日米安全保障条約に違反して、返還前の沖縄にあった核兵器を日本政府に無断で本州に移したことがあったといい、1972年（昭和47年）の沖縄返還までアメリカ軍がたびたび日本政府とアメリカ国務省の要請をはねつけ、同様の核持ち込みを行っていたことを2010年に発表している。パッカードはまた毎日新聞の取材に、米軍が1966年の少なくとも3カ月間、岩国基地沿岸で核兵器を保管していたと証言した。

### 「仲間よ、核災害に注意せよ」
1981年、福岡県の福岡放送の記者が山田弾薬庫跡地で「Buddy,care nuclear casualty(仲間よ、核災害に注意せよ)」という看板を見つけた。字義通りには日本に核が持ち込まれているとも取れるが、別の意味の可能性を強弁される恐れもあると考えた福岡放送は、キー局日本テレビとも分担して調査取材を行ったが、コピーの一編が楢崎弥之助代議士に渡り、同代議士が国会で追及すると福岡放送に通告した。これを知った日本テレビは、国会追及のギリギリの時刻であるNNN JUST NEWSでNNNのスクープとして報じ、これに伴い福岡放送もその直前のFBSニュースリポートでスクープとして放送した。これはライシャワー発言が報じられた3日後であった。その後も看板の意味の調査は続けられたが、ついに不明のまま終わった。（出典：『メディアのしくみ: 新聞に制圧される地方テレビ局』南條岳彦著、明石書店、1996）

## 日米間における定義の違い
アメリカ軍のみに容認する「核兵器の持ち込み」の定義については、日米間に相違があった。すなわち、アメリカ合衆国連邦政府の理解は、「持込み (introduction) とは核兵器の配置や貯蔵を指すものであり、それ以外は、「transit」として一括し、「transit」には寄港、通航、飛来、訪問、着陸が含まれ、共に事前協議の対象外であるとするもの」である。これに対して日本国政府側では、「transit」も「持ち込み」に当たると解釈する。この米国側の解釈と日本側の解釈の違いが、さまざまな混乱の元であるとされている。
2010年（平成22年）1月、岸政権下の1960年（昭和35年）に外務事務次官を務めた山田久就が、国会で事前協議に関して為した答弁「通過・寄港も対象」は野党の追及をかわすための嘘であり、実は対象外にされていたことが、公開されたインタビュー録音から判明した。
日米政府の公文書公開により、核の持ち込みの定義が日米間で不一致であることを知られるようになった。

## 沖縄核密約
佐藤の密使を務めたとされる若泉敬が「1969年（昭和44年）11月に佐藤・ニクソン会談後の共同声明の背後に、有事の場合は沖縄への核持ち込みを日本が事実上認めるという秘密協定に署名した」と1994年に発表した著書『他策ナカリシヲ信ゼムト欲ス』で証言した。
2007年には、信夫隆司・日本大学教授によるアメリカ国立公文書記録管理局での機密解除公文書調査で、交渉当事者であった大統領補佐官ヘンリー・キッシンジャーが1969年11月19日から21日にかけての日米首脳会談のためにニクソンに宛て作成した、核密約締結手順を記載したメモが発見された。メモの日付は1969年11月12日付と同13日付で、11月12日付メモは「沖縄返還後の米国の核持ち込みと繊維問題に関する日本政府との秘密交渉」と題されており、核持ち込みについての秘密合意に沿って両首脳の会談交渉の進め方について明記され、11月13日付メモでは「昨日午後、私とヨシダ氏が最終的な協議で行動計画は合意に至った」と記されていた。若泉敬も『他策ナカリシヲ―』中で「ヨシダ」という偽名でキッシンジャーと接触していたことを記しており、若泉証言を裏付けるものとなった。
日米首脳会談はニクソンと佐藤がウエストウイング・オーバルルーム隣の、「書斎」とみられる小部屋で2人きりで署名するとされ、公開された米公文書には2人が小部屋に入る記述があるが、議事録は公開されていなかった。2009年12月22日、合意議事録の現物が佐藤邸で発見された。
2010年（平成22年）3月に政府調査報告書では佐藤がニクソンと交わした、有事の際に沖縄への核持ち込みについて、事前協議が行われた際には日本側が「遅滞なく必要を満たす」ことを明文化した密約の文書が確認されたが、外務省の中で引継ぎがされた形跡がないという理由から日本政府として米国政府と密約したことは確認できないと結論づけた。一方で内閣は鈴木宗男からの質問主意書に対して「発見された佐藤・ニクソン会談議事録は真正文書であると考える」旨の答弁書を閣議決定している。
2010年9月1日に日本社会党(現:社会民主党)所属の村山富市元首相は核持ち込みについて、「私が総理をやっているときには、全然、問題になったこともありませんしね。これは、全然、私は聞いたこともありません。だからこれはわかりませんけれどもね。その程度の話ですね」、「あまり関心もなかった。後からいろいろ出てきて、ああ、こんなこともあったんじゃな、というようなことは思いましたけれどもね。その程度の話ですね。」と述べている。
- 日米首脳会談で沖縄返還に合意した3日後の1969年11月24日付のリチャード・ニクソンからヘンリー・キッシンジャーに宛てたメモによると、「大変満足できる内容の秘密合意を日本と結んだ」「佐藤栄作との約束に背かない範囲で」「外部に漏れたら密約の存在は否定する」日本政府から秘密裏に「沖縄の基地使用に関する際保証」を得ている事を上院の民主党の有力議員2人に伝えるように指示した事が機密解除され分かり、「核抜き本土並み」の返還のはずが骨抜きにされていたことをニクソン自身が明らかにしていた[15]。

なお、この密約を公開したとして毎日新聞社政治部の西山太吉記者らが国家公務員法違反で有罪となった西山事件が起きた。

## 2009年からの外務省内部調査
2009年6月1日、共同通信は、核搭載船の日本寄港に関するスクープ記事を発表した。記事では、匿名の外務次官経験者へのインタビューをもとに「有事の際に核再持ち込みを日本政府が認める」という内容の密約（核密約）が存在すると報道し、核密約への疑惑が再燃した。同年6月5日、麻生内閣の外務大臣である中曽根弘文は、国会での答弁で核密約の存在を否定した。
2009年9月16日に鳩山由紀夫内閣で外務大臣となった岡田克也は、密約について調査し11月末を目途に公開するよう外務省に命令した。ここで、調査の対象となった密約は4項目であり、そのうち2つが日米間の核持ち込みに関するものである。
1. 1960年1月の安保条約改定時の、核持ち込みに関する「密約」
2. 同じく、朝鮮半島有事の際の戦闘作戦行動に関する「密約」
3. 1972年の沖縄返還時の、有事の際の核持ち込みに関する「密約」
4. 同じく、沖縄返還時の原状回復補償費の肩代わりに関する「密約」

この調査命令に関し、同年9月18日、来日していたアメリカ合衆国東アジア・太平洋担当国務次官補のカート・キャンベルは、持込みに関する密約は事実存在し「非核三原則」は有名無実である旨言明した。
この調査命令の結果、同年9月25日に外務省内に調査班が、同年11月27日に北岡伸一をはじめとする省外の有識者委員会が発足した。そして2010年3月9日、外務省と有識者委員会は「いわゆる「密約」問題に関する調査結果」として、まとめられた調査の内容を公表した。
2010年（平成22年）3月に発表された日本の外務省調査委員会は明文化された日米密約文書はないとしながらも、日本の政府高官が核の持ち込みの定義が日米間で不一致であることを知りながらも米国に核の持ち込みの定義の変更を主張していないことなどを理由に、核の持ち込みについて広義の密約があったと結論付けた。
日米政府の公文書公開により、寄港などの形で核持ち込みを知っていた政府高官は以下の通り。内閣総理大臣経験者として岸信介、池田勇人、佐藤栄作、田中角栄、三木武夫、福田赳夫、大平正芳、鈴木善幸、中曽根康弘、竹下登、宇野宗佑、海部俊樹、宮澤喜一、橋本龍太郎、小渕恵三。外務大臣経験者として愛知揆一、木村俊夫、鳩山威一郎、園田直、大来佐武郎、伊東正義、桜内義雄、安倍晋太郎、倉成正、三塚博、中山太郎。内閣官房長官経験者として二階堂進。
外交官の東郷文彦が「核密約」を構想したといわれる。
第2次安倍内閣発足後の2014年（平成26年）1月31日、首相安倍晋三は衆議院予算委員会で密約について岡田の指摘を受け「政府が否定し続けて来たのは誤りだった」と、密約の存在を正式に認め、国民が「理解し得るかどうか、という中での判断だったのだろう」と答弁した。